# Hipposideros orbiculus
Hipposideros orbiculus is een zoogdier uit de familie van de bladneusvleermuizen van de Oude Wereld (Hipposideridae). De wetenschappelijke naam van de soort werd voor het eerst geldig gepubliceerd door Francis, Kock & Habersetzer in 1999.

## Voorkomen
De soort komt voor in Indonesië en Maleisië.